# Grzegorz Nasuta
Grzegorz Nasuta est un joueur d'échecs polonais né le 1er mars 1996 à Białystok.
Au 1er septembre 2023, il est le huitième joueur polonais avec un classement Elo de 2 579 points.

## Biographie et carrière
Grzegorz Nasuta a remporté la médaille d'argent par équipe et la médaille d'argent individuelle (il jouait au deuxième échiquier) lors du championnat d'Europe par équipes des moins de 18 ans en 2014.
Il finit 5e-9e (huitième au départage) du championnat du monde junior en 2014 avec 8,5 points en 13 parties.
Nasuta obtint le titre de grand maître international en 2018. En juin 2021, il finit troisième du tournoi open du festival d'échecs de Prague.
En 2023, il marque 7,5 points sur 11 au championnat d'Europe d'échecs individuel et finit à la 13e place ex æquo (vingtième au départage), ce qui le qualifie pour la Coupe du monde d'échecs 2023. Lors de la Coupe du monde disputée à Bakou en juillet 2023, il est battu au premier tour par le Hongrois Viktor Erdős (0,5 à 1,5 en parties classiques).
En août 2023, il finit 1er-2e ex æquo (deuxième au départage) avec le Chinois Bai Jinshi du Mémorial Irene Warakomski à Suwalki. Deux semaine plus tard, il remporte le Mémorial Rubinstein à Polanica-Zdrój avec 7,5 points sur 9 et une performance Elo de 2 785 points. Il avait terminé troisième du Mémorial Rubinstein en 2022.